# Drumul către servitute
Drumul către servitute este o carte de economistul Friedrich Hayek.
Autorul argumentează că măsuri de organizare economică după modelul socialist sunt metaforic pași pe un „drum către servitute” și că, atunci când sunt implementate sistematic, ele duc inevitabil la pierderea libertății și la regimul totalitar aflat la capătul drumului. El dă ca exemplu Germania nazistă, un stat dezvoltat în care guvernarea democratică a fost înlocuită treptat cu un regim totalitar. 
Naționalizarea din 1948 și colectivizarea din perioada 1949-1962, prin care modelul economic socialist a fost introdus în România, au fost astfel de pași către servitute. După cum a prezis autorul, cei mai fără scrupule au ajuns spre vârf, economia s-a dezvoltat sub potențial și a stagnat, iar cetățenii și-au pierdut libertățile fundamentale. 

## Două modele economice incompatibile
Autorul contrastează inițial modelul economic socialist cu cel liberal.
Modelul economic socialist prin care „justiția socială” (scopul socialismului) este realizată are două principii obligatorii: 
- Planificarea centralizată în ministere
- Toate „mijloacele de producție” (agenți economici, întreprinderi, cooperative agricole de producție, etc.) sunt proprietatea statului.

Principiile modelului economic liberal sunt opuse:
- Libera concurență în economia de piață. Autorul argumentează că planificarea economică trebuie limitată la ceea ce autorul numește o „sferă” a responsabilității și a moralității, în care consecințele deciziilor luate sunt înțelese (de exemplu, la nivel de întreprindere). O persoană are o înțelegere limitată a tuturor detaliilor unei economii și a afirma că coordonarea economică poate fi făcută de această persoană în aceste condiții este un „rationalism eronat” [1].
- Un cadru legal pentru proprietatea privată în economie. Dacă socialismul este procupat de societate, liberalismul este preocupat de individual și de protecția libertăților individuale. [2]

Modelul economic liberal este mai performant în practică pentru că permite o reacție mai rapidă la schimarea condițiilor la nivel local și are un cadru de autoritate și motivație prin recompense pentru cei care își asumă riscuri pentru a valorifica oportunitățile nou apărute. În contrast, modelul economic socialist este greoi și inflexibil, colaborarea voluntară nu este permisă, ceea ce face ca oportunități să rămână nevalorificate și devoltarea economică să fie încetinită. Progresul tehnologic nu face concurența mai puțin posibilă, din contra, o face mai clar singurul mod de a coordona activitatea economică fără măsuri coercive. 
„ Departe de a fi adecvată doar în condiții comparative simple, însâși complexitatea diviziunii muncii în condiții moderne face deseori competiția singura metodă prin care o coordonare poate fi făcută.”
Argumentul central nu este că modelul economic socialist este ineficient, dar că el duce inevitabil, în plus, la pierderea libertătilor individuale și la totalitarism. De exemplu, securitatea unui loc de muncă și garanția unui venit fix în modelul socialist înseamnă, de asemenea, imposibilitatea de a schimba locul de muncă. Asta nu va deranja pe toți, dar autorul susține că gradual, se ajunge astfel la un sistem totalitar, care va afecta foarte mult pe toți cei aflați în afara vârfului ierarhiei politice.
Libertatea, definită prin absența măsurilor coercive, este considerată cel mai important drept, un drept fundamental, fără o altă justificare ulterioară prin ceea ce  face posibil (poate fi chiar libertatea de a nu face nimic). Libertatea, ca și pierderea ei într-un sistem totalitar, înseamnă diferite lucruri pentru diferite persoane (libertatea de a călători, de expresie, de conștiință, de a cânta într-o formație rock, etc.), ceea ce nu o face mai puțin importantă. 
Argumentul este că modelul socialist este găunos în esența lui pentru că, pentru a rămâne stabil, trebuie să îngrădească din ce în ce mai mult libertățile individuale. Astfel se ajunge la o situație economică și politică nedorită, chiar și dacă un țel nobil este nominal atins. Oamenii sunt nominal cei mai liberi dintre oameni (de exemplu, când țelul nobil „înlăturarea exploatării omului de câtre om”, adică a muncitorului de către capitalist în limbaj socialist trandițional, este atins), dar simultan în practică și cei mai puțin liberi dintre oameni pentru că nu mai au libertatea lor individuală.
„ ... avem de-a face cu o reală alternativă, fără o a treia posibilitate. Fie alegerea și riscul ambele aparțin persoanei, fie nu le are pe amândouă.  ”
Practica a confirmat convingerea autorului că o cale de mijloc nu este viabilă, pentru că sistemul totalitar nu a acceptat nici o formă de liberă concurență. Fiecare încercare de liberalizare în orice țară a fost oprită, pentru că făcea sistemul instabil, o consecință inacceptabilă pentru cei dinspre vârful ierarhiei politice, motivați de setea de putere.  

## Regimul totalitar
Un merit aparte al cărții este pătrunderea și elocvența cu care autorul descrie sistemul totalitar nazist, pe care îl cunoaște amănunțit din observații personale, deși politica nu este aria lui de expertiză profesională. Aceleași metode au fost folosite în Uniunea Sovietică și, prin extensie, de guvernarea comunistă din România. 
- Există un scop comun, căruia i se subordonează totul

„ Condamnarea oricărei activități umane făcută pentru ea și fără un scop ulterior este exact în spiritul totalitarismului. ”
- Scopul scuză mijloacele

„ Când există un singur scop comun de maximă importanță, nu rămâne loc pentru moralitate și reguli … este inevitabil ca ocasional cruzimea să devină o obligație; și acte care revoltă toată ființa noastră, ca execuția ostaticilor sau uciderea bătrânilor și bolnavilor, trebuie tratate ca simple considerente de expediență; că dezrădicinarea și deportarea forțată a sute de mii devine o metodă aprobată de aproapre toți cu excepția victimelor … există întotdeauna în ochii colectivistului un scop mai mare pentru care aceste acte sunt făcute și care le justifică pentru el, pentru că urmărirea scopului comun al societății nu este limitată de nici un drept sau valore morală a oricărei persoane. ”
„ Principiul „scopul scuză mijloacele” este considerat negarea moralității în etica individualistă. În etica colectivistă el devine în mod necesar regula supremă; literal nu există o faptă pe care un colectivist consistent nu este pregătit să o facă dacă servește „binele obștesc”, pentru că „binele obștesc” este pentru el singurul criteriu care stabilește ce trebuie făcut. ”
- Scopul și mijoacele sunt prestabilite, ceea ce duce la scutirea de responsabilitate

„ O mișcare politică a cărei promisiune principală este scutirea de responsabilitate, nu poate să fie decât antimorală în efectele ei, oricât de înalte ar fi idealurile carora îi datorează nașterea. ”
- Prin urmare, cei fără scrupule ajung spre vârful ierarhiei politice

„ Singurele gusturi care sunt satisfăcute sunt gustul pentru putere și plăcerea de a fi ascultat și a fi parte dintr-o mașină care functionează bine și este imens de puternică, în fața căreia totul trebuie să se dea deoparte. ”
„ Și cum va fi nevoie de fapte care sunt intrinsic reprobabile, și pe care toți cei încă influențați de valori morale tradiționale vor ezita să le facă, capacitatea de a face aceste fapte reprobabile devine un drum spre promovare și putere. ”
- Pentru a da impresia de moralitate, sistemul alterează înțelesul cuvintelor

„ Puține trăsături ale regimurilor totalitare sunt în același timp atât de derutante pentru un observator superficial și totodată atât de caracteristice pentru întreg climatul intelectual ca completa perversie a limbajului, schimbarea sensului cuvintelor prin care idealurile noilor regimuri sunt exprimate. Cel mai suferind este, desigur, cuvântul „libertate”. Este un cuvânt folosit la fel de des în regimurile totalitare ca și în celelatele … Oriunde libertatea după cum o întelegem noi  a fost distrusă, asta s-a făcut aproape întotdeauna în numele unei alte libertăți promise oamenilor … „o libertate colectivă a grupului”  ”
„ „Libertate” nu este singurul cuvânt al cărui sens a fost schimbat în cel opus pentru a face din el un instrument al propagandei totalitare … la fel s-a întâmplat cu „justiție” și „lege”, cu „drept” și „egalitate”. Lista poate fi extinsă până include aproape toți termenii de morală și politică aflați în uz curent. ”
„Însuși cuvântul „adevăr” nu mai are sensul lui original. Nu mai descrie ceva care este găsit, conștiința individuală find singurul arbitru dacă evidența (sau reputația celor care o proclamă) într-un caz specific justifică convingerea; el devine ceva stabilit de autorități, ceva care trebuie crezut în interesul unității efortului organizat și care ar putea fi alterat dupa cum exigențele acestui efort organizat o cer … Climatul intelectual general care rezultă, spiritul de cinism complet față de adevăr pe care îl aduce, pierderea sensului sau înțelesului adevărului, dispariția spiritului de investigație independent și credința în puterea convingerilor raționale, felul în care diferențele de opinie în fiecare ramură a cunoașterii devin probleme politice care sunt decise de autorități, sunt toate lucruri pe care cineva trebuie să le trăiască – nici o descriere scurtă nu poate transmite extinderea lor. ”

## Drumul către sistemul totalitar nazist

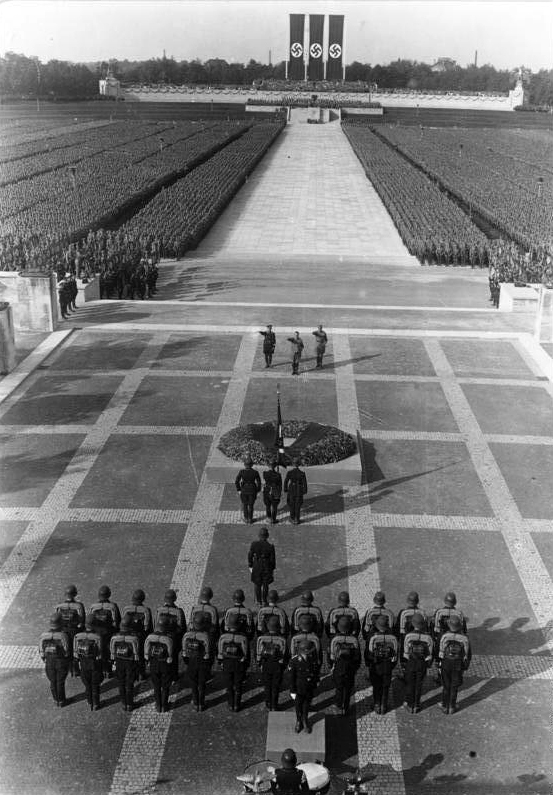
Miting al partidului nazist la Nurnberg în 1934.

Autorul dă Germania nazistă ca exemplu, unde instituțiile democratice nu au putut să prevină instaurarea totalitarismului și să apere libertățile individuale, după ce modelul economic socialist a fost adoptat. Naziștii au avut un plan economic pe care oamenii l-au aceptat, plătind pentru el cu libertatea lor. 
El argumentează că post-iluminismul, societatea industrială, ideile liberale și statul de drept din Germania secolului XIX au fost treptat umbrite de idelile socialismului tradițional (proletar, bazat pe muncitori organizați în sindicate care coordonau lupta de clasă, reprezentat politic de partide social democrate) și consolidarea industriei în monopoluri. A urmat o creștere a planificării în economie în perioada interbelică care a dus la un socialism de stat (sau național, fără o luptă de clasă care ar fi divizat unitatea natională a tututor uniți pentru a atinge un scop unic). Unul din exemple este că 53% din activitatea economică a Germaniei în 1928 era deja controlată de stat. S-a ajuns astfel la un socialism național și la nazism.
Deoarece se dorește inclusiv planificarea comerțului exterior, se ajunge inevitabil la conflicte cu alte state și la organizarea statului totalitar într-un agresor. El notează în treacăt similaritatea dintre modele economice din Germania nazistă și Uniunea Sovietică (și prin extensie, cu guvernarea comunistă din România). 

Autorul consideră că, deoarece sindicatele socialismului trandițional și monopolurile au precedat democrația instaurată în 1918, ele sunt cauza centralizării economiei și a regimului totalitar în Germania nazistă. Autorul susține astfel că statul totalitar nazist al „Național-Socialismului” (Nazi) s-a organizat adoptând inițial modelul economic socialist (componenta socialistă), urmat ca o consecință inevitabilă de unitatea completă și forțată a tuturor (componenta națională). În opinia autorului, entuziasmul în Germania pentru planificare, pentru un stat precis, omnipotent, și idealismul de a “miza totul pe succesul unui anume experiment"  a fost un teren fertil pentru convingerea că Național-Socialismul este o formă de organizare economică și politică superioară liberalismului traditional din Anglia și Statele Unite.

## Pericolul de angajare pe un astfel de drum

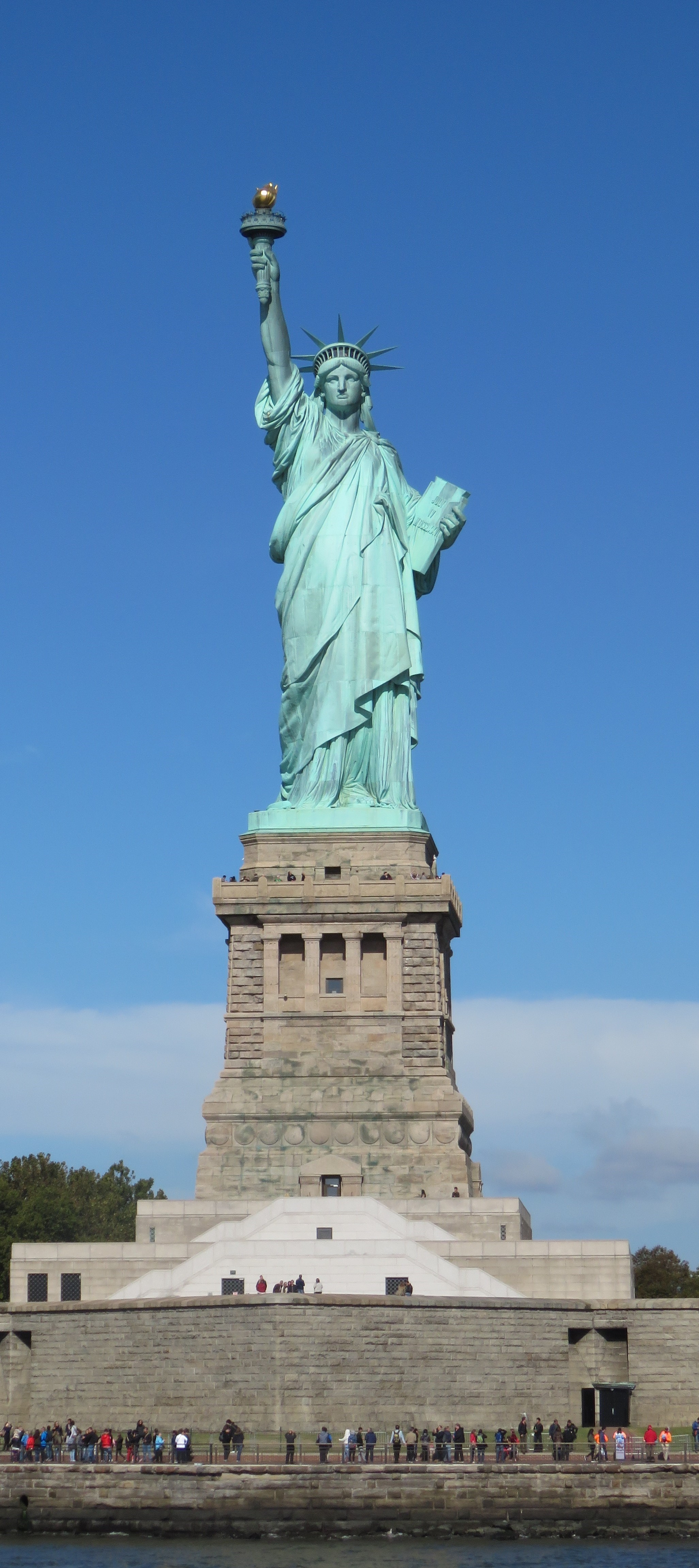
Statuia Libertății, simbolizând un drept fundamental

Liberalismul în economie a fost abandonat în Anglia în 1931 sub influența exemplului german. Autorul observă că planificarea centralizată a economiei necesară pe timp de război este luată în considerare de partidul laburist ca o organizare permanentă a economiei pe timp de pace, cu aceleași idei și atitudini pe care le-a observat în Germania în urmă cu aproximativ 25 de ani. El arată marea confuzie din acea perioadă a factorilor de decizie și în mediul academic referitoare la sistemele totalitare, și argumentează că, așa cum modelul economic socialist duce la totalitarism, modelul liberal care i se opune este un garant al libertății. El critică entuziasmul pentru optimizarea „științifică” a întregii economii pe care centralizarea o propune, și este interesat numai de sisteme economice realizate în practică cu exemple concrete, nu de modele teoretice.
Notabil este că autorul nu susține că nici un pas nu poate fi făcut pe acest drum în nici o împrejurare, cum a fost uneori interpretat, și nu este împotriva unui sector public limitat în economie. El recomandă însă ca factorii de decizie să facă asta doar atunci când nu există alte alternative sau în cazuri când administrația publică este mai bine poziționată pentru a obține un rezultat satisfăcător (de exemplu, în transporturi, furnizarea de apă, etc.), și să fie conștienți de ce se află la capătul drumului. El acceptă chiar și o conversia completă a economiei la modelul socialist, dar numai temporar, de exemplu în stare de război. Critica cea mai acerbă a autorului este rezervată celor, pe care nu se sfiiește să îi numească, care susțin trecerea completă și permanentă la modelul economic socialist sau o consideră inevitabilă. 
Lucrarea se încheie cu observații privind organizarea internațională optimă în perioada post-belică și organizațiile supranaționale care vor fi necesare. Uniunea Europeană a fost fondată pe principii economice liberale la nivel multinațional în câteva state din vestul Europei, cu scopul declarat de a preveni războiul. Succesul acestui prim experiment economic liberal multinațional a dus la extinderea Uniunii și la o integrare politică treptată. 

## Impact
Lucrarea este continuarea unui articol din 1938 despre abuzulul și declinul rațiunii. Titlul „Drumul către servitute” ar mai putea fi tradus și „Drumul către aservire”. 
Autorul a scris într-un stil polemic și direct ceea ce el a numit un „pamflet”, adresându-se publicului larg, nu specialiștilor care vor cere justificat dovezi pentru fiecare afirmație. Cartea "spre deosebire de o lucrare mai tehnică, este genul de carte accesibilă cititorului neinițiat".
Lucrarea a fost foarte bine primită în State Unite, unde a fost publicată în Reader's Digest într-o versiune prescurtată de mare circulație, și a fost urmată de o serie de conferințe reușite și apreciate. În Anglia lucrarea nu a fost primită bine. Evenimentele i-au dat însă dreptate, situația economică dificilă postbelică din Anglia stând în contrast cu progresul economic în State Unite din aceeași perioadă. 

## Alte opinii

### Socialism versus liberalism
Una din primele teze formulate este că socialismul, nazismul și fascismul sunt similare din punctul de vedere al organizării economice și că adevarata antiteză este între acestea și liberalism. 
Autorul consideră că forțele care au distrus libertatea în Germania după Primul Război Mondial sunt conturate și în Anglia anilor '40. Gravitatea unei asemenea situații provine nu doar din enunțurile de tip socialist cât mai degrabă din „acceptarea necesității mersului către socialism”, ca un fenomen neîndoielnic.
Idealul comun al civilizației europene, de dinainte de Primul Război Mondial, a fost abandonat prin cultivarea în Italia și Germania a ideilor îndreptate împotriva principului libertății individuale, generând scindarea Europei în state prietene și adversare și la o criză a civilizației occidentale. Prestigiul intelectualității germane a dus la impulsionarea răspândirii acestor idei.
Autorul constată modul subtil în care socialismul  schimbă sensul cuvântului „libertate” printr-o o confuzie a acestuia cu puterea sau cu avuția, pentru a-și justifica ascensiunea, menținerea la putere și legitimitatea. Făgăduind o „nouă libertate”, socialismul amăgește oamenii prin promisiuni iresponsabile, legate de sporirea nelimitată a bogăției materiale. Astfel revendicarea unei libertăți nu era decât „reluarea sub un alt nume a cererii de distribuire egală a avuțiilor”. Dar „Drumul libertății” promis se va dovedi „Marea Cale către Servitute” întrucât socialismul după cum spune Hayek „duce la polul opus al libertății”, prin înlocuirea democrației și supremația dreptului cu totalitarism.

### Individualism și concurență vs colectivism și planificare
Autorul afirmă că „planificarea” este dorită de toți cei care cer ca „producția pentru nevoi” să înlocuiască producția pentru profit. El introduce termenul de „colectivism” și demonstrează că socialismul este o specie a colectivismului. Planificarea economică centralizată presupune o conducere centralizată a activităților economice, după un plan unic, prin care se stabilește cum s-ar cuveni să fie dirijate conștient „resursele societății” pentru a sluji anumitor țeluri.
Planificarea ca previziune individuală reprezintă pe de altă parte o evaluare asupra utilizării resurselor individuale, o asumare individuală a responsabilității asupra caracterului și a consecințelor (bune sau rele) pe care această planificare le produce. 
Fiecare om va deține propriul stoc de cunoaștere, adeseori tacită, pe baza căruia acționează. Impunând persoanelor particulare anumite priorități, aprecieri de valoare și decizii privind ce este important, planificarea economică încalcă libertatea individuală și lasă oamenii la cheremul hotărârilor arbitrare ale birocrației care deține puterea. 
Astfel economiile planificate au o serie de trăsături comune și conțin în esență aceleași capcane. Planificarea exclude libertatea economică (și nu numai, acționând indirect în toate planurile vieții umane), care este posibilă doar prin concurență într-o economie liberală.
De asemenea este folosită ca argument ideea că planificarea este inevitabilă, dar autorul arată că monopulul nu este cu necesitate ținta spre care se îndreaptă orice economie (nici că aceasta ar fi o etapă mai avansată din punct de vedere economic).
Socialismul promite o egalitate mai mare, nu una absolută, ceea ce nu poate să ducă decât la o condiție arbitrară. Practic ceea ce toate aceste ideologii ascund (și la ce s-ar putea reduce toate) este că în spatele lor trebuie să stea un regim totalitar. Astfel, ar fi vorba de un monopol al statului și acesta ar stabili ocupația, venitul (chiar și în timpul liber) pentru fiecare individ, anulându-i unele din libertățile cele mai elementare. Un stat ghidat de „binele obștesc” nu poate tolera indivizii care i se opun (și care stau în calea realizării acelui bine), motiv pentru care se va apela la forță, distrugând libertatea de exprimare.
Un argument adus în favoarea planificării este cel al securității. Astfel, toți indivizii lucrează pentru stat și au un venit sigur. Problema care se pune este în ce măsură siguranța aceasta este pe termen lung. Pentru că în acest cadru nu îi este permis unui individ să aibă inițiativă proprie, persoana va lucra acolo unde vor decide alții și va fi plătit în consecință. Iar dacă statul ar decide că domeniul unde lucrează nu mai este necesar sau dacă el sau eu va dori să lucreze în altă parte, să fie plătit mai bine, ei nu vor avea libertatea de a-și alege altă meserie. Individul nu va avea nicio garanție că el va fi plătit corspunzător muncii prestate. Ceea ce înseamnă că unii vor primi mai mult, iar alții mai puțin decât li s-ar cuveni. Iar această diferență de venit ar corespunde celor de status social. În acest fel, statul va decide cine să fie privilegiat și cine nu.